# Sacra Conversazione (Ernst Alt)
Das Gemälde Sacra conversazione ist ein von dem Saarbrücker Künstler Ernst Alt für die Kapelle des Pfarrheimes der katholischen Saarlouiser Stadtpfarrkirche St. Ludwig im Jahr 1975 geschaffenes Altarbild.

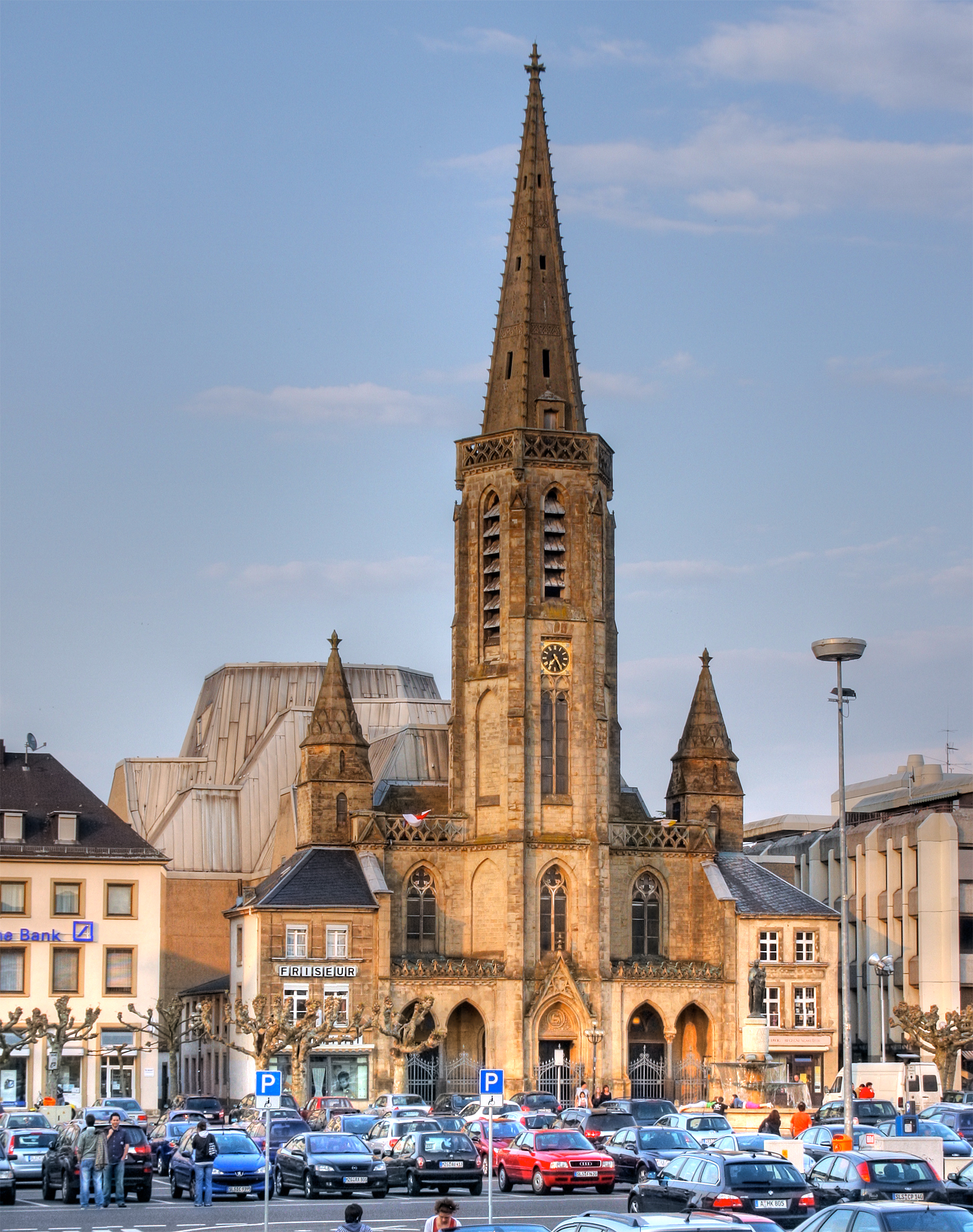
Kirche St. Ludwig mit Marienbrunnen am Großen Markt in Saarlouis

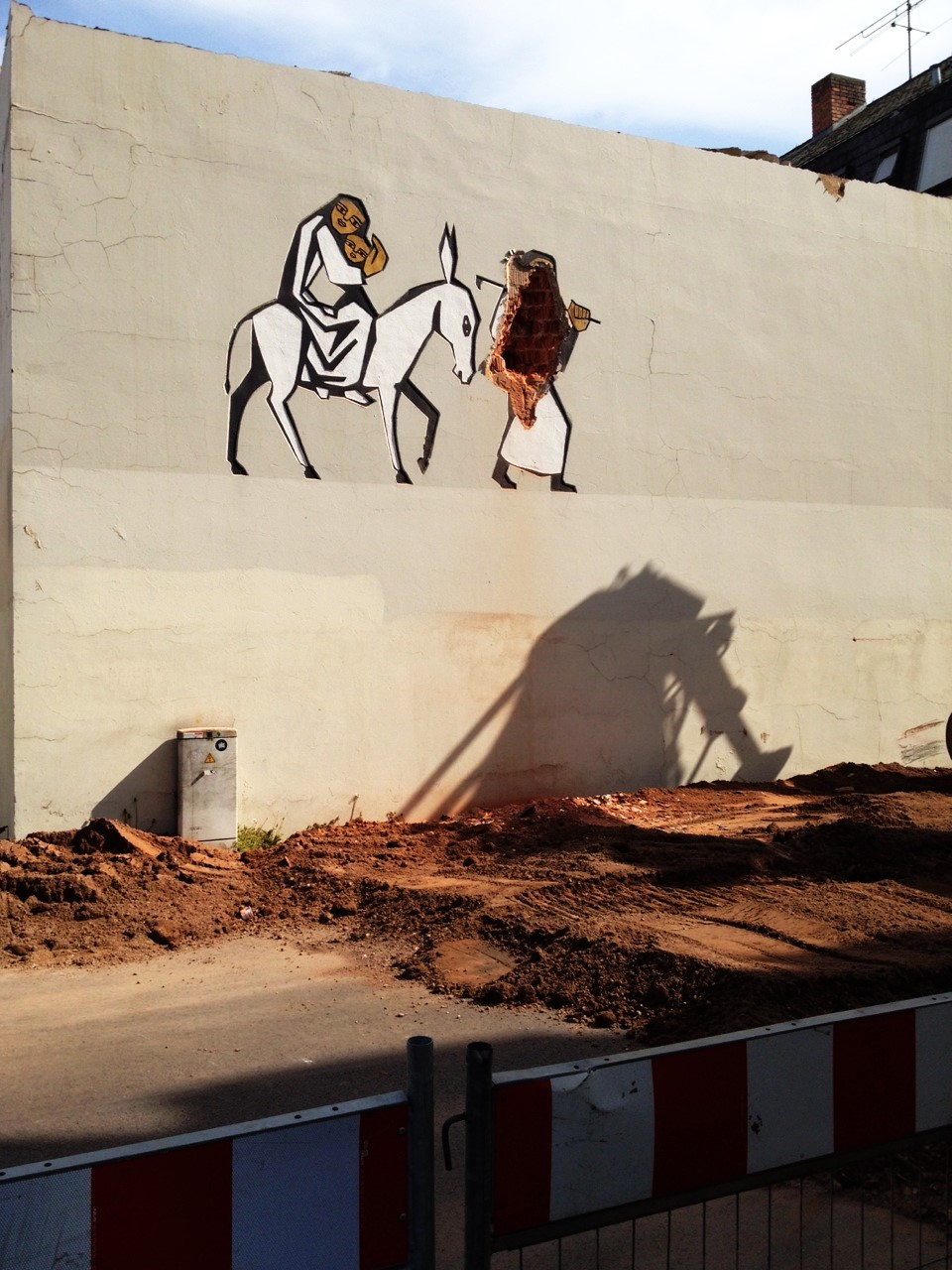
Abriss des Pfarrheimes St. Ludwig und Zerstörung des Fassaden-Sgraffitos „Die Flucht der Heiligen Familie“ von Victor Fontaine am 9. Mai 2016

## Bild und Bildtypus
Der für das Pfarrheim der katholischen Saarlouiser Stadtpfarrkirche St. Ludwig geschaffene Retabel-Altar von Ernst Alt konnte vor dem Abriss des Gebäudes im Frühjahr 2016 evakuiert werden und wird im Pfarrhaus aufbewahrt. Das Gemälde soll in der Pfarrkirche eine Aufhängung finden.
Das Altarbild mit dem Titel „Sacra Conversazione“ (205 × 189 cm, Ölfarbe, Tempera und Fettkreide auf Leinwand) malte der Saarbrücker Künstler Ernst Alt im Jahr 1975 für die Kapelle des Pfarrheimes, dem früheren „Centro Italiano“.
Sacra conversazione oder Santa conversazione (it. = heilige Unterhaltung/Unterredung) ist in der Kunstgeschichte eine übliche Bezeichnung für die Darstellung der thronenden Madonna mit dem Jesuskind in Gesellschaft von Heiligen. Der Bildtypus hat sich in Italien seit dem sogenannten Trecento, also dem 14. Jahrhundert, herausgebildet und geht zurück auf frühere Maesta-Darstellungen. Im Unterschied zur verbreiteten Bildform eines Polyptychons, wo jeder Figur ein eigener Raum zugeordnet wird, befinden sich die Teilnehmer einer „Sacra Conversazione“ in einem einheitlichen Bildraum. Vor allem im Venedig des 16. Jahrhunderts entstanden hervorragende Beispiele dieses Bildtyps, der sich aber auch im übrigen Italien durchsetzte. Beispielgebend für Venedig waren Giorgiones Pala von Castelfranco und Giovanni Bellinis Altarbild in San Giobbe in Venedig.

## Bildbeschreibung und Deutung
Abweichend von dieser Darstellungsform zeigt Ernst Alt im Zentrum seines Altarbildes den gekreuzigten Christus flankiert vom (v.l.n.r) Apostel Johannes, der schmerzhaften Muttergottes, dem heiligen Franziskus sowie der heiligen Katharina von Siena. Die beiden aus Italien stammenden Heiligen, Katharina und Franziskus, wählte Ernst Alt aus, um bei den Mitgliedern der italienischen Gemeinde in Saarlouis einen Rückbezug zur Heimat zu erzeugen. Die Positionierung des Gekreuzigten und der vier Heiligen erinnert an die Figurenkomposition des Altarbildes der Mauruskapelle in Beuron von Desiderius Lenz und Gabriel Wüger (1868–1870).
Der nur mit einem verknoteten Lendentuch bekleidete Gekreuzigte erscheint wie aufgespannt in einem pflanzlichen Gewächs, das aus fruchttragenden Olivenzweigen, Feigenästen und Weinreben sowie dichtem Blattwerk gebildet wird. Zusätzlich sprossen am Ende des waagerechten Kreuzbalkens reife Getreideähren, grüne und rote Traubenklötze, dunkelrote Feigen sowie aufplatzende Granatäpfel. Trauben und Ähren können als Symbole für die eucharistischen Elemente Brot und Wein gedeutet werden, deren Wandlung in der Eucharistie als unblutiger Nachvollzug des blutigen Kreuzopfers gedeutet wird. Mit seiner geradezu betörenden Früchtevielfalt erinnert der Kreuzesbaum an den alttestamentlichen Paradiesbaum, den Baum der Erkenntnis von Gut und Böse (Gen 2,9 ). Im Gegensatz zum göttlichen Verbot im Alten Testament, von dessen verführerischen Früchten zu essen (Gen 2,17 ), scheinen die segensreichen Früchte des Kreuzesbaumes durch das Opfer Jesu dem Menschen, einem reichen Gnadenstrom gleich, von Gott selbst dargeboten zu werden, ja Jesus scheint sich, symbolisiert in den eucharistischen Früchten Getreide und Weintrauben, selbst darzureichen.
Während der untere Teil des senkrechten Kreuzbalkens mit reichem Wurzelwerk im Schädel Adams gründet, fehlt der obere Teil, der üblicherweise die INRI-Tafel trägt. Stattdessen lässt Ernst Alt den Kreuzesstamm in der Höhe der Brust Jesu in Anlehnung an ein hochmittelalterliches Gabelkreuz oder Taukreuz sich in Y-Form aufspalten. Das Taukreuz ist das Symbol des Franziskanerordens. Der Ordensgründer Franz von Assisi verwendete es als Segenszeichen sowie als Zeichen der Demut und Erlösung und unterzeichnete sogar mit diesem Symbol. Insofern stehen die Kreuzesform im Zentrum des Gemäldes und der neben dem Kreuz stehende Heilige in direkter Verbindung.
Das mit einem Strahlenkranz umgebene Haupt Jesu trägt eine Dornenkrone, deren wucherndes, lebensfeindliches Geflecht ein Vogelnest vor wasserblauem Hintergrund bildet, in dem sich ein weißer Pelikan mit dem Schnabel selbst in die Brust stößt, um seine vier Jungen mit dem austretenden Herzblut zu nähren. Seine Schwingen breitet er schützend über seinem Nachwuchs aus. Diese Darstellung dient üblicherweise in der christlichen Ikonographie zur symbolischen Darstellung der als Opfertod gedeuteten Hinrichtung Jesu. Wie der Vogel sich für seine Jungen opfert, so opfert sich in der christlichen Vorstellung Gott in der Gestalt Jesu im Kreuzestod für seine Geschöpfe, die Menschen. In diesem Sinn setzte auch der Kirchenlehrer Thomas von Aquin in seinem Hymnus „Adoro te devote“, den er anlässlich der Einführung des Hochfestes Fronleichnam (Sollemnitas Sanctissimi Corporis et Sanguinis Christi) im Jahr 1264 durch Papst Urban IV. verfasste, die Selbsthingabe des Pelikans mit dem Opfertod Jesu ineins:
Pie pellicane, Iesu Domine,
Me immundum munda tuo sanguine.
Cuius una stilla salvum facere
Totum mundum quit ab omni scelere.
Dt. Übersetzung:
O treuer Pelikan, Jesus mein Herr!
Mach mich Unreinen rein durch dein Blut!
Ein Tropfen davon kann die ganze Welt
von allem Verbrechen heil machen.
Das austretende Herzblut des Pelikans im Dornennest korrespondiert auf dem Altarretabel mit den Wundmalen der Seitenwunde Jesu, deren Blut am Körper des Sterbenden herunterrinnt, sich mit dem Wurzelwerk des Kreuzesbaumes verbindet und über den himmelwärts blickenden Schädel Adams am unteren Bildrand läuft. Die Darstellung des Schädels Adams geht auf die Überlieferung zurück, nach der das Kreuz Jesu an der Stelle der Grablege des ersten Menschen zu stehen kam. In Röm 5,12–21  stellte der Apostel Paulus Adam und Jesus Christus als Antitypen einander gegenüber: Wie durch den Ungehorsam eines einzigen, nämlich Adams, der im Garten Eden die verbotene Frucht nahm, der Tod über alle Menschen kam, so befreit der Gehorsam eines einzigen, Jesus Christus, alle Menschen von der Macht der Sünde. Durch die Taufe stirbt der, der an Jesus glaubt, mit Jesus und ist damit der Macht der Sünde entzogen (Röm 6,3–11 ). Er lebt in Jesus Christus und ist frei vom Gesetz (7,6 ). Der sündige Mensch hat also den Herrschaftsbereich gewechselt und steht nicht mehr unter Gesetz und Tod, sondern unter der Gnade, so der Apostel Paulus. Der Heilige Geist, der im Christen ist (Röm 8,1–17 ), soll jetzt sein Leben bestimmen.
Rechts neben dem Schädel Adams hat der Künstler eine aufbrechende Eierschale als Symbol der Erneuerung und der Wiedergeburt der Schöpfung dargestellt. Anstatt eines Kükens befreit sich aber aus der engen Kalkhülle ein menschlicher Embryo, der für die Überwindung des Todes steht. Als Entsprechung positioniert Ernst Alt auf der linken Seite des Totenkopfes einen fauligen Granatapfel als Symbol der Sünde und des Verderbens, aus dem sich sieben kleine schwarze Schlangen herauswinden.
Die Struktur der Dornenkrone wird vom Künstler nochmals im stacheligen Wurzelwerk des Kreuzesbaumes aufgegriffen. Das Dornengeflecht trägt die Fußsohlen der vier Heiligen und windet sich um deren Füße und Fesseln. Darüber hinaus sind Hände und Füße der heiligen Katharina von Siena von Dornen durchstoßen, während der heilige Franziskus ganz offensichtlich die blutigen Wunden seiner Stigmatisation an Füßen und Händen trägt. Sein Ordenshabit ist am Oberkörper aufgerissen und gibt den Blick auf die Seitenwunde frei. Beide Heilige, Franziskus (1224) und Katharina (1375) sollen während einer Vision mit den Kreuzeswunden Jesu stigmatisiert worden sein. Da die Stigmata in blutiger Form ausschließlich bei Franziskus für Betrachter sichtbar waren und Katharina ihre Wunden nur körperlich empfand, diese äußerlich aber nicht feststellbar waren, stellt Alt die Wunden bei Katharina auch nur als Durchstoßungen ihrer Extremitäten dar.
Bei der Darstellung der heiligen Katharina mit Dornenkrone auf dem Haupt und schneeweißem Ordneskleid scheint sich Ernst Alt an einer Darstellung der Heiligen durch Giovanni Battista Tiepolo (Kunsthistorischen Museum Wien) zu orientieren.

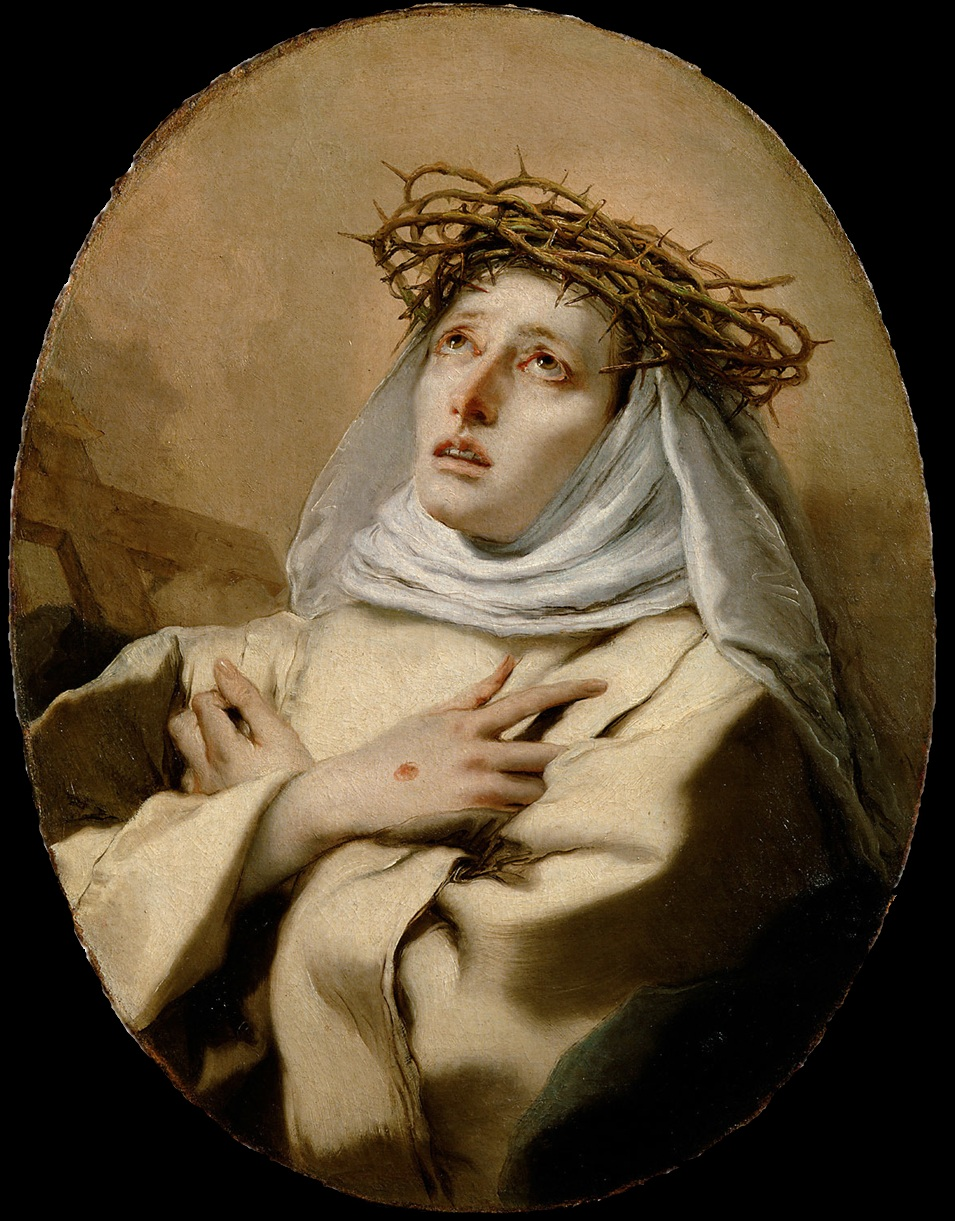
Darstellung der heiligen Katharina von Siena mit Stigmata (Ölgemälde von Giovanni Battista Tiepolo, um 1746, oval: 70 × 52 cm)

Der Leidensaspekt der Kreuzesnachfolge Jesu wird vom Künstler durch das „Stehen unter dem Kreuz“ und die Wundmale und die schmerzhaften Dornenstränge sinnbildlich dargestellt.
Das aus den Handwunden des Gekreuzigten austretende Blut fließt von den Handtellern herab und färbt vom Kreuzesbaum herabhängende Traubenklötze blutrot. Die sich im Bereich der angenagelten Hände Jesu massierenden Früchte werden an beiden Enden des waagerechten Kreuzesbalkens von zwei flatternden weißen Tauben besucht. Während die vom Betrachter linke Taube aufwärts fliegt, um an einem glutroten Granatapfel zu naschen, fliegt die rechte Taube abwärts, um Körnen aus goldgelben Getreideähren zu picken. Die beiden Tauben können in Bezug zur alttestamentlichen Geschichte Noahs und dessen Bund mit Gott gesehen werden. Die Taube spielt in der biblischen Sintflut-Erzählung die Rolle des frohen Botschafters: Eine von Noah aus der schützenden Arche gelassene Taube kehrt mit einem frischen Olivenzweig im Schnabel zurück Gen 8,11 . Nach dem Rückgang der tödlichen Flut übergibt Gott die Verantwortung über die Erde den Menschen. Er schließt einen Bund mit Noah und verspricht, es werde nie wieder eine Sintflut geben (Gen 9,8–17 ). Darüber hinaus kann das Motiv der Taube im Altarbild auch als Symbol des Friedens und der Versöhnung, die durch Jesus den Menschen vermittelt wurden, gedeutet werden.
Als Negativentsprechung zum sich aufopfernden Pelikan über den Schultern Jesu hat der Künstler im unteren Teil des Kreuzesstammes die Paradiesschlange dargestellt. Der pralle, giftgrün schimmernde Körper des Untieres umschlingt als Urbild der Erbsünde Adams und Evas im Paradies wie eine Spirale des Bösen die Fesseln Jesu und heftet ihn so ans Kreuz. Darüber hinaus bezieht sich Ernst Alt hier auf eine alttestamentliche Geschichte innerhalb der Wüstenwanderung des Volkes Israel nach dem Auszug aus Ägypten. Als Strafe für die Ungeduld und Undankbarkeit während der Wanderung durch die Wüste schickte Gott Schlangen ins Lager der Israeliten. Wer von einer feurigen Schlange gebissen wurde und zu der an einem Stab aufgerichteten ehernen Schlange aufsah, wurde geheilt und durfte weiterleben (Num 21,6–9 ):

„Da schickte der Herr Giftschlangen unter das Volk. Sie bissen die Menschen und viele Israeliten starben. Die Leute kamen zu Mose und sagten: Wir haben gesündigt, denn wir haben uns gegen den Herrn und gegen dich aufgelehnt. Bete zum Herrn, dass er uns von den Schlangen befreit. Da betete Mose für das Volk. Der Herr antwortete Mose: Mach dir eine Schlange und häng sie an einer Fahnenstange auf! Jeder, der gebissen wird, wird am Leben bleiben, wenn er sie ansieht. Mose machte also eine Schlange aus Kupfer und hängte sie an einer Fahnenstange auf. Wenn nun jemand von einer Schlange gebissen wurde und zu der Kupferschlange aufblickte, blieb er am Leben.“

Die Heilung derer, die die Schlange anblickten, wird zu den Heilstaten Gottes gezählt (vgl. Dtn 8,15 ). Die Weisheitsliteratur spricht davon, dass Gott seinem Volk damit ein „rettendes Zeichen“ gegeben habe Weish 16,5–11 . Die Geschichte von der Schlange auf der Wüstenwanderung wird im Neuen Testament aufgegriffen, als Jesus mit Nikodemus spricht und dabei die Geschichte als Analogie verwendet Joh 3,14–15 :

„Und wie Mose die Schlange in der Wüste erhöht hat, so muss der Menschensohn erhöht werden, damit jeder, der (an ihn) glaubt, in ihm das ewige Leben hat.“

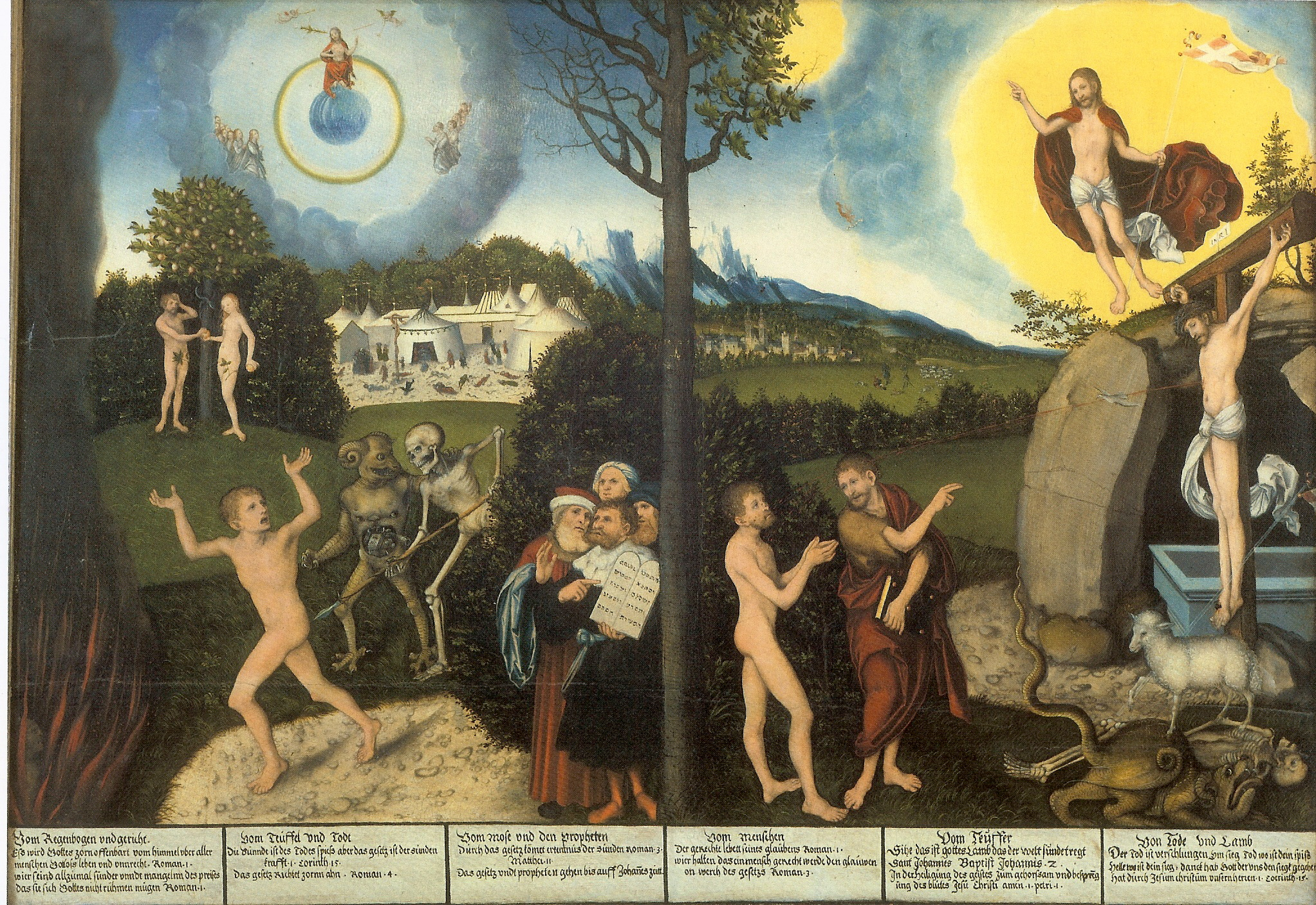
Lucas Cranach der Ältere: Gesetz und Gnade, 1529, Gotha

Die Heilung, welche die Israeliten nach der biblischen Überlieferung durch den Blick auf die Schlange fanden, steht bildhaft für das Heil, das Jesus durch seinen Tod am Kreuz, also ebenso „erhöht“ an einem Holz hängend, erwirkt hat. Der Gläubige erfährt Heilung, wenn er auf den Gekreuzigten blickt wie die Israeliten auf die Schlange. In der christlichen Kunst findet sich aus diesem Grund immer wieder die Darstellung eines Kreuzes mit einer Schlange, so etwa beim für die Reformationsgeschichte berühmten Bild „Gesetz und Gnade“ von Lucas Cranach dem Älteren.
Der aggressiv aufgerissene Rachen der Schlange schnappt mit seinen blendend weißen Giftzähnen nach den Fersen Jesu und dessen nebenstehender Mutter Maria, wird aber von den Füßen des Gekreuzigten zermalmt, ja von den Kreuzesnägeln selbst durchstoßen. Ernst Alt bezieht sich hier auf eine Passage aus der Sündenfallerzählung, in der Gott der Paradiesschlange prophezeit (Gen 3,14–15 ):

„Weil du das getan hast, bist du verflucht unter allem Vieh und allen Tieren des Feldes. Auf dem Bauch sollst du kriechen und Staub fressen alle Tage deines Lebens. Feindschaft setze ich zwischen dich und die Frau, zwischen deinen Nachwuchs und ihren Nachwuchs. Er trifft dich am Kopf und du triffst ihn an der Ferse.“

So wird Maria zum Gegenbild der Urmutter Eva gedeutet. Während Eva und Adam durch die Sünde einen Keil zwischen Gottheit und Menschheit trieben, indem sie sich den Verlockungen der Schlange hingaben, stellen Maria und Jesus durch die Inkarnation und die Kreuzigung den zerbrochenen Bund des Heils wieder her.
Die Jungfrau und Gottesmutter Maria wird von Ernst Alt in gramgebeugter Haltung als Schmerzensmutter gezeigt. Die Darstellungsform der stehenden „Mater Dolorosa“ entwickelte sich schon in der im Mittelalter zur Blüte gelangenden Marienverehrung und bezieht sich direkt auf das aus dem 13. Jahrhundert stammende Gedicht Stabat mater. Marias Inkarnat erscheint im Bild leichenblass, was durch ihr Gewand in bläulichen Tönen noch verstärkt wird. Ihre Arme sind über ihrer Brust gekreuzt, ihre Linke verkrampft sich in ihrer rechten Schulter. Ein Schwert mit kreuzförmigem Griff bohrt sich in das Herz der Mutter Jesu. Das Schwert steht exemplarisch für die sogenannten sieben Schmerzen Mariens. Die Darstellungsweise der schwertdurchstoßenen Brust Mariens bezieht sich auf die im Lukasevangelium überlieferte Geschichte der Darstellung Jesu im Jerusalemer Tempel (Lk 2,21–34 ):

„Als acht Tage vorüber waren und das Kind beschnitten werden sollte, gab man ihm den Namen Jesus, den der Engel genannt hatte, noch ehe das Kind im Schoß seiner Mutter empfangen wurde. Dann kam für sie der Tag der vom Gesetz des Mose vorgeschriebenen Reinigung. Sie brachten das Kind nach Jerusalem hinauf, um es dem Herrn zu weihen, gemäß dem Gesetz des Herrn, in dem es heißt: Jede männliche Erstgeburt soll dem Herrn geweiht sein. Auch wollten sie ihr Opfer darbringen, wie es das Gesetz des Herrn vorschreibt: ein Paar Turteltauben oder zwei junge Tauben. In Jerusalem lebte damals ein Mann namens Simeon. Er war gerecht und fromm und wartete auf die Rettung Israels und der Heilige Geist ruhte auf ihm. Vom Heiligen Geist war ihm offenbart worden, er werde den Tod nicht schauen, ehe er den Messias des Herrn gesehen habe. Jetzt wurde er vom Geist in den Tempel geführt; und als die Eltern Jesus hereinbrachten, um zu erfüllen, was nach dem Gesetz üblich war, nahm Simeon das Kind in seine Arme und pries Gott mit den Worten: Nun lässt du, Herr, deinen Knecht, wie du gesagt hast, in Frieden scheiden. Denn meine Augen haben das Heil gesehen, das du vor allen Völkern bereitet hast, ein Licht, das die Heiden erleuchtet, und Herrlichkeit für dein Volk Israel. Sein Vater und seine Mutter staunten über die Worte, die über Jesus gesagt wurden. Und Simeon segnete sie und sagte zu Maria, der Mutter Jesu: Dieser ist dazu bestimmt, dass in Israel viele durch ihn zu Fall kommen und viele aufgerichtet werden, und er wird ein Zeichen sein, dem widersprochen wird. Dadurch sollen die Gedanken vieler Menschen offenbar werden. Dir selbst aber wird ein Schwert durch die Seele dringen.“

Die Häupter des Gekreuzigten und seiner in sich zusammensinkenden Mutter wenden sich einander zu. Ernst Alt bezieht sich dabei auf die Schilderung der Kreuzigung im Johannesevangelium (Joh 19,26–27 ):

„Als Jesus seine Mutter sah und bei ihr den Jünger, den er liebte, sagte er zu seiner Mutter: Frau, siehe, dein Sohn! Dann sagte er zu dem Jünger: Siehe, deine Mutter! Und von jener Stunde an nahm sie der Jünger zu sich.“

Der heilige Johannes am linken Bildrand ist nur mit einem roten Umhangtuch bekleidet. Sein jugendliches Antlitz wendet sich mit leidensvoller Miene vom Kreuz ab. Der Heilige ist als Schöpfer des Johannesevangeliums dargestellt: In seiner Linken hält er ein aufgeschlagenes Buch, das die lateinischen Textzeilen (Vulgata) aus dem Johannesevangelium Joh 19,35–37 
zeigt:

„Et qui vidit testimonium perhibuit et verum est eius testimonium et ille scit quia vera dicit ut et vos credatis. Facta sunt enim haec ut scriptura impleatur: os non comminuetis ex eo et iterum alia scriptura dicit videbunt in quem transfixerunt.“

(Dt. Übersetzung: Und der, der es gesehen hat, hat es bezeugt, und sein Zeugnis ist wahr. Und er weiß, dass er Wahres berichtet, damit auch ihr glaubt. Denn das ist geschehen, damit sich das Schriftwort erfüllte: Man soll an ihm kein Gebein zerbrechen. Und ein anderes Schriftwort sagt: Sie werden auf den blicken, den sie durchbohrt haben.) Auf den aufgeblätterten Buchseiten darunter steht „Johannes, IXX, 35–37“. Ein weiteres Buchblatt trägt die Initialen von Ernst Alt: „EA“. Der vom Künstler vorgestellte Text steht im Zusammenhang mit der Feststellung des Todes Jesu am Kreuz im Johannesevangelium (Joh 19,31–34 ):

„Weil Rüsttag war und die Körper während des Sabbats nicht am Kreuz bleiben sollten, baten die Juden Pilatus, man möge den Gekreuzigten die Beine zerschlagen und ihre Leichen dann abnehmen; denn dieser Sabbat war ein großer Feiertag. Also kamen die Soldaten und zerschlugen dem ersten die Beine, dann dem andern, der mit ihm gekreuzigt worden war. Als sie aber zu Jesus kamen und sahen, dass er schon tot war, zerschlugen sie ihm die Beine nicht, sondern einer der Soldaten stieß mit der Lanze in seine Seite, und sogleich floss Blut und Wasser heraus.“

In seiner Rechen hält Johannes als Attribut einen goldenen Kelch mit einem weißen Tuch. Der Kelch bezieht sich auf eine Johannes-Legende in der Legenda Aurea: Johannes habe im Tempel der Artemis in Ephesos nicht opfern wollte. Der Oberpriester des Tempels, wollte nach Unruhen – die örtlichen Goldschmiede fürchteten Verluste beim Verkauf ihrer Diana-Amulette – Johannes veranlassen, doch zu opfern, andernfalls müsse er das Gift trinken, an dem zwei Verbrecher vor seinen Augen schon gestorben waren. Johannes habe dann das Kreuzzeichen über dem Kelch geschlagen, worauf das tödliche Gift in Gestalt einer Schlange entwichen sei. Nachdem Johannes den Kelch ausgetrunken habe, hätte er seinen Mantel (von Ernst Alt als rotes Umhangtuch dargestellt) auf die vorher getöteten Verbrecher gelegt und diese dadurch wieder zum Leben erweckt. Überwältigt von diesem Wunder hätte sich daraufhin der Oberpriester der Artemis zum Christentum bekehrt.
Zu Füßen von Johannes und Maria hat sich im dornigen Wurzelwerk ein weißes Lamm vor rotbraunem Hintergrund verfangen. Das Fell an seinem Hals hat sich mit Blut vollgesogen. Seine hingestreckte Körperhaltung deutet auf eine Tötungshandlung hin. Das Opfertier wird allgemein als Symbol des Kreuzesopfers gedeutet (Agnus Dei) und hat seine alttestamentlichen Vorbilder in der Geschichte von der Opferung Isaaks durch Abraham, im Paschalamm und im jüdischen Tempelopfer. Ikonographische Attribute, die dem im Bild dargestellten Lamm eine Deutung als apokalyptisches Sieges-Lamm der Offenbarung des Johannes zuweisen würden, fehlen.

Der vom Betrachter rechts neben dem Kreuz stehende Ordensgründer Franziskus öffnet mit seiner Linken das Oberteil seiner Kutte, während er die Finger seiner erhobenen Rechten aufspreizt, wodurch die blutigen Stigmata sichtbar werden. Die am äußeren rechten Bildrand stehende Katharina von Siena hat der Künstler im weißen Habit der Dominikanischen Laiengemeinschaften abgebildet. Der im Jahr 1970 durch Papst Paul VI. zur Kirchenlehrerin erhobene Heiligen erschien nach ihrem Zeugnis in einer Vision Christus, der ihr in einer Mystischen Hochzeit einen Ring über den Finger gestreift und zu ihr gesagt haben soll: 

„Siehe, ich vermähle dich mir, deinem Schöpfer und Erlöser, im Glauben. Du wirst diesen Glauben stets unversehrt bewahren, bis du im Himmel mit mir ewige Hochzeit feiern wirst. Vollbringe, meine Tochter, von jetzt an voll Zuversicht und ohne jedes Zaudern, was meine begleitende Vorsorge dir auferlegen wird. Durch die Stärke des Glaubens bist du nun gefestigt, und so wirst du alle deine Widersacher glücklich überwinden.“

Den üppigen Strauß aus roten Rosen und weißen Lilien in den Händen von Katharina können als Zeichen der jungfräulichen Reinheit dieser mystischen Vermählung gedeutet werden. Statt eines bräutlichen Blütenkranzes trägt die Mystikerin eine Dornenkrone. An ihrer rechten Hand trägt sie einen goldenen Ehering.
Zu Füßen der beiden italienischen Heiligen ist vor einem wässrig-blauen Hintergrund ein kleines Einhorn als Symbol der Inkarnation Christi und der Jungfräulichkeit in den Schlaf gesunken. Seinem gewendelten weißen Horn ist als Hinweis auf die mystische Hochzeit der heiligen Katharina ebenfalls ein goldener Ehering übergestreift.